# Wilhelm Beiglböck
Prof. Dr. Wilhelm Beiglböck (10. oktober 1905 – 22. november 1963) var en østrigsk læge. Under 2. verdenskrig var han konsulterende læge for Luftwaffe.
Beiglböck meldte sig ind i NSDAP, og blev Obersturmbannführer i Sturmabteilung (SA). Under krigen virkede han som forsker med ansvar for forsøg på fanger med saltvand i Dachau koncentrationslejr. 
Han blev tiltalt for krigsforbrydelser og forbrydelser mod menneskeheden. Han blev stillet for retten under Lægeprocessen i Nürnberg. 20. august 1947 fik han en dom på 15 års fængsel, som senere blev ændret til 10 år. 
1952–1963 var han overlæge ved sygehuset i Buxtehude.